# هرم أوناس
 هرم أوناس  يقع في منطقة أهرامات سقارة، وهو الهرم الذي بناه أوناس آخر ملوك الأسرة الخامسة، وكان يعرف حينها بـ أماكن أوناس الجميلة، إلا أنه الآن خراب ويبدو كتلّة صغيرة لا كهرم ملكي.
كانت النصوص التي تغطي جدران غرف الدفن داخل الهرم، هي أول اكتشاف لنصوص الأهرام. وفي غرفة الدفن نفسها، عثر على بقايا مومياء، بما في ذلك الجمجمة والذراع الأيمن والساق، ولكن غير معروف إن كانت هذه البقايا خاصة بأوناس أم لا؟. إلى الشمال الشرقي من الهرم، هناك مصطبة تحتوي على قبور قرينات الملك.
يعتقد أنه في نقوش هرم أوناس داخل غرفة الدفن، هناك بعض الكتابات بلهجة سامية، مكتوبة بأحرف مصرية قديمة، والتي تعد أقدم دليل على وجود لغة سامية مكتوبة، وقد زعمت دراسة أكاديمية مصرية بأن تلك الكتابات الموجودة على جدران الممر الشمالي الشرقي للهرم تُدعى «سفرت حتبُت»، وأنها تحتوي علي 111 تلاوة دينية مقسمة بين الجدران 75 منها على الجدار السفلي و36 منها على السقف تمثيلًا لعنصر بن بن في المعابد الشمسية بسقارة وعلي المسلات.
يحتوي الهرم بالداخل علي 518 عمود كتابي منها 386 عمود كتابي على الجدران السفلى تمثل أيام السنة الكبيسة في التقويم القمري المصري القديم، أما السقف فيحتوي على 153 عمود كتابي يمثلون رمزية المسافة بين الأرض والشمس كتمثيل مطلسم من قِبل الكهنة بمصر القديمة.

## أعلام
- أوناس

## وصلات خارجية
- Pyramid Texts Online